# اتصالات رقمية
الاتصالات الرقمية هي الاتصالات التي تتعامل بمبدأ النظام الثنائي. يتصف هذا النوع من الاتصالات بقوتها وجودتها العالية مقارنة بالاتصالات التناظرية؛ حيث أن هناك ما يسمى بالضوضاء الكهرومغناطيسية في الطبيعة، هذه الضوضاء تسبب تشوشًا في الإشارة التناظرية التي تعتمد على شدة التيار وتردده، لكن في حالة استخدام النظام الثنائي، فإن الإشارات تحسب بمرور نبضة أو عدم مرورها، فلا تتأثر بالتشويش الذي تسببه الضوضاء الكهرومغناطيسية.
من أمثلة الأجهزة التي تعتمد الاتصالات الرقمية: التلفاز الرقمي، اتصالات السواتل، والحواسيب.
يشار إلى إن الإشارات الرقمية تنتج من تقطيع الإشارات التناظرية إلى أجزاء كل جزء يمثل هو يمثل مجموعة من 0 و 1 وتسمى أيضا بتقنية الدجيتال (بالإنجليزية: digital)‏ ويمكن التحويل من النظام الثنائي إلى النظام التناظري عن طريق جهاز يعرف بالمحول الثنائي التناظري، والتحويل من التناظري إلى الثنائي عن طريق المحول التناظري الثنائي، أما عن طريقة التحويل من كلا النظامين إلى الآخر دون استخدام أجهزة التحويل سالفة الذكر باستخدام طريقة التحويل اليدوية فقد استخدمت هذه الطرق في التعليم وفي التطبيق العملي للتحويل حال عدم وجود هذه الأجهزة، فعن الطريقة تحويل من النظام الثنائي إلى عشري كالتالي:
تحويل 1.1.0.0.1 من النظام الثنائي إلى العشري يتم وضع قيمة صغرى فوق العدد بدأ من صفر وانتهاء بعشرة: فقيمة الرقم 1=0 و 0=1 و 0=2 و 1=3 و 1=4 ويتم جمع الأعداد التي لها قيمة (أي تملك الرقم (1) فينتج من النظام الثنائي 1.1.0.0.1 العدد العشري 7 وللتحويل من النظام العشري إلى الثنائي نقسم العدد على (2) فإذا كان هناك باقي للقسمة نعطي الرقم 1 وإلى 0 كالتالي: تحويل الرقم 7 من النظام العشري إلى الثنائي: بتقسيم العدد 7 على 2 ينتج 3 والباقى 1 وبتقسيم العدد 3 على 2 ينتج 1 والباقي 1 وهكذا حتى ينتج 1.1.1

## مزايا الاتصالات الرقمية
تنبع الميزة الكبرى لاستخدام أنظمة الاتصالات الرقمية من قدرة جهاز الاستقبال على التعامل مع البيانات المستقبلة على أنها «أرقام» وإخضاعها لعمليات حسابية يمكن من خلالها الحصول على فوائد متعددة. وهذا بالمقارنة بالاتصالات التناظرية التي يكون فيها «شكل» الإشارة المستقبلة هو المحتوي على المعلومة، وبالتالي فإن أي تغير في الشكل نتيجة إضافة الضوضاء (الشوشرة) في قناة الاتصال سوف يتحول على الفور إلى فقد أو تشوه في المعلومات التي تحملها هذه الإشارة، مثل تغير في جودة الصوت أو الصورة أو الفيديو الذي تحمله الإشارة.
على وجه التحديد، يمكن إيجاز مزايا الاتصالات الرقمية فيما يلي:
1. القدرة على استخدام «المعيدات التي تعيد توليد الإشارة» والتي تعرف باللغة الإنجليزية باسم "Regenerative Repeaters". إذ أن الإشارة الرقمية، حتى وإن تعرضت لنسبة معينة من الشوشرة، يمكن أن تفهمها أجهزة الاستقبال بطريقة صحيحة، وتعيد تشكيلها في صورتها الأصلية، مما يجعل الإشارات الرقمية تعطي نتائج فائقة الجودة والدقة.
2. سهولة تطبيق أنظمة الترميز للتحكم في الخطأ ("Error Control Coding"). وتتمثل الفكرة العامة لها في استغلال المدلولات الرقمية للإشارة في عمليات حسابية مبسطة، تلحق نتائجها بالإشارة الرقمية. وفي جهاز الاستقبال، يتم إجراء نفس العمليات الحسابية على المدلولات الرقمية المستقبلة، ومقارنة النتائج المتحصل عليها بالنتائج المستقبلة للتحقق من عدم وجود خطأ، وتستطيع هذه النظم أن تصحح الخطأ في ظروف معينة، ويعرف هذا النوع بالنظم الأمامية لتصحيح الخطأ ("Forward Error Correction")، في إشارة إلى عدم طلب إعادة الإرسال من جهاز الإرسال. وتوجد نظم أخرى تعتمد على اكتشاف الخطأ في جهاز الاستقبال، ثم طلب إعادة الإرسال أوتوماتيكيًا من المُرسِل فيما يعرف باسم أنظمة طلب التكرار آليًا ("Automatic Repeat Request") وتعرف اختصاراً بأنظمة ARQ.
3. إمكانية تطبيق أنظمة التشفير، ("Ciphering/Encryption") وهي تعتمد بنفس الطريقة على تحويل المدلولات الرقمية في الإشارة إلى مدلولات أخرى تبدو للمستقبل كما لو كانت عشوائية (لا تحتوي على معلومات) وبالتالي لا يمكن فهم معناها إلا بإجراء العمليات الحسابية العكسية. ولا يتاح ذلك إلا لمن يمتلك المفتاح الشفري.
4. إمكانية الضغط والتخزين ("Storage and Compression")، حيث يمكن تخزين هذه الإشارات في صورة مدلولات رقمية في ذاكرة مثل ذاكرة الحاسوب، أو ضغطها لتشغل مكانًا أقل في الذاكرة، أو لتستغرق وقتًا أقل عند الإرسال. ومن أمثلة الصيغ الشائعة للملفات الصوتية المضغوطة صيغة mp3 وكذلك، بالنسبة لملفات الصورة صيغة jpg ولملفات الفيديو صيغة mp4.

## مقاييس جودة الاتصالات الرقمية
تقاس جودة اتصال أنظمة الاتصالات الرقمية بمعدل حدوث الخطأ أو Bit Error Rate ويرمز لهذا المعدل بالرمز BER ونظرًا لإمكانية تحسين (خفض) معدل حدوث الخطأ بزيادة قدرة الإرسال أو بزيادة عرض نطاق الترددات المستخدم (Bandwidth) فإن المقارنة بين التصميمات المختلفة لأنظمة الاتصالات تتم عادة بمقياسين أساسيين: أولهما هو مدى فعالية استخدام الطيف أو ما يعرف بالإنجليزية بمصطلح (Spectral Efficiency) ويعرف أيضًا بمدى كفاءة استخدام الحيز الترددي (Bandwidth Efficiency) وهو يقاس بكم النبضات الثنائية التي يستطيع النظام إرسالها داخل وحدة الترددات (1 هرتز). أما المقياس الثاني فهو كفاءة استخدام الطاقة (Energy Efficiency) وهو يقيس قدرة النظام على تحقيق معدل حدوث خطأ منخفض عند قيمة معينة لنسبة الإشارة إلى الشوشرة (Signal to Noise Ratio) والتي يرمز لها بالرمز SNR.